# Don Weller
Don Weller (* 19. Dezember 1940 in London; † 30. Mai 2020 ebendort) war ein britischer Jazzmusiker (Tenorsaxophon, Komposition).

## Leben und Wirken
Weller hatte ab dem vierzehnten Lebensjahr mehrere Jahre Klarinettenunterricht und führte bereits mit 15 Jahren in Croydon als Solist Mozarts Klarinettenkonzert auf.  Dann spielte er in lokalen Dixieland-Bands. Später wechselte er unter dem Einfluss von John Coltrane auf das Tenorsaxophon und spielte in der Probenband von Kathy Stobart. In den 1970er Jahren leitete er die Rockjazz-Gruppe „Major Surgery“, die ausschließlich seine Kompositionen spielte. Dann gründete er gemeinsam mit Schlagzeuger Bryan Spring ein Quartett, das auch in den 1980er Jahren erfolgreich tourte und mit dem Trompeter Hannibal Marvin Peterson aufnahm. Daneben spielte er regelmäßig mit Stan Tracey, mit Harry Beckett und im Quintett mit Art Themen und arbeitete auch für Tucky Buzzard, Alan Price, Tina May, Alex Harvey, East of Eden, Count Basie und Jimmy Witherspoon.
1980 wirkte er an Stelle von Michael Brecker im Gil Evans Orchestra während einer Tournee durch das Vereinigte Königreich mit. Auch 1983 gehörte er zum Orchester von Gil Evans.
Gemeinsam mit seinem Freund und Kollegen Dick Morrissey war er während der frühen 1980er Jahre Mitglied der Band Rocket 88, die zunächst von Bob Hall und dann Ian Stewart geleitet wurde; auch in der aus dieser Band hervorgehenden Bigband von Charlie Watts spielte er (Album 1986). Sowohl als Komponist als auch als Interpret war er an den Filmen Absolute Beginners – Junge Helden und Stormy Monday beteiligt. Mit einer eigenen Bigband, der u. a. Alan Barnes, Art Themen, David Newton, Henry Lowther, Peter King und Malcolm Griffiths angehörten, führte er 1996 auf dem Appleby Jazz Festival seine „Pennine Suite“ auf. Seit den 1990er Jahren hatte er neben seinem Trio auch ein Electric Jazz Octet und leitete gemeinsam mit Bobby Wellins ein Quintett.
Weller gewann 1994, 1996 und 1998 den Top Tenor Award.

## Diskographische Hinweise
- 1980: Commit No Nuisance – (mit Bryan Spring)
- 1981: Poem Song – (mit Hannibal Marvin Peterson)
- 1987: A Little Blue (Miles Music) – (mit dem Mick Pyne Quartet)
- 1996: The Don Weller Big Band (33 Records)
- 1996: Live (33 Records) (Big Band)
- 2003: The Way You’re Going to Look Tomorrow Morning (Trio)
- 2013:  The First Cut (Proper)

## Lexigraphische Einträge
- Ian Carr, Digby Fairweather, Brian Priestley: Rough Guide Jazz. Der ultimative Führer zur Jazzmusik. 1700 Künstler und Bands von den Anfängen bis heute. Metzler, Stuttgart/Weimar 1999, ISBN 3-476-01584-X.
- Richard Cook, Brian Morton: The Penguin Guide to Jazz Recordings. 8. Auflage. Penguin, London 2006, ISBN 0-14-102327-9.